# Jessie Stafford
Jessie „Jess“ Stafford (* 24. Juni 1995) ist eine australische Sprinterin.

## Sportliche Laufbahn
Erste internationale Erfahrungen sammelte Jessie Stafford bei der Sommer-Universiade 2017 in Taipeh, bei der sie mit der australischen 4-mal-400-Meter-Staffel in 3:41,08 min den fünften Platz belegte. Zwei Jahre später gewann sie bei den Studentenweltspielen in Neapel in 3:34,01 min die Bronzemedaille hinter der Ukraine und Mexiko.

## Persönliche Bestleistungen
- 400 Meter: 53,86 s, 4. April 2019 in Sydney